# Alé-oó
Alé-oó è il primo album dal vivo del cantautore italiano Claudio Baglioni pubblicato nel 1982 dalla CBS Italiana.
L'album contiene la registrazione integrale tratta dal concerto tenutosi presso Piazza di Siena a Roma il 24 ottobre 1982 alla presenza di oltre 200.000 spettatori e una stima di oltre 250.000 spettatori totali compresi nelle aree circostanti la piazza.
Il titolo dell'album prende spunto da un tipico coro da stadio che il pubblico inizia a cantare durante i concerti e che Baglioni accompagna con pianoforte e voce.
L'album vende un milione di copie in poco tempo, ottenendo 4 dischi di platino.

## Descrizione
Il concerto conclude la fortunata tournée del 1982 grazie alla quale Baglioni diventa il primo artista italiano a realizzare una serie di concerti nei grandi stadi e nelle grandi piazze totalizzando un milione di spettatori, a seguito dello straordinario successo dell'album Strada facendo.

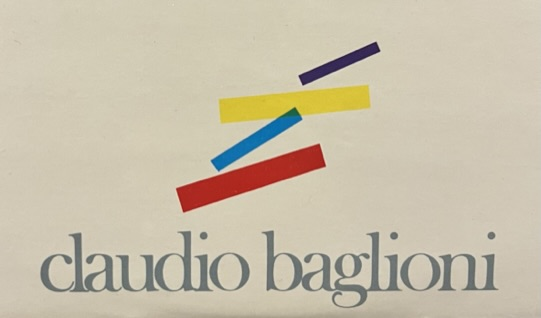
Logo di Baglioni nel 1982

Il disco chiude idealmente il primo decennio d'oro del cantautore, diciannove brani più due medley per un'ora e tre quarti di concerto continuo in due dischi dove trova spazio anche il singolo Avrai pubblicato a giugno di quell'anno e scritto da Baglioni per suo figlio appena nato, oltre al coro finale Alé-oó, inno spontaneo intonato dal pubblico durante i concerti negli stadi, diventato simbolo della tournée al punto da conferirle il nome. 

## Tracce
- Testi e musiche di Claudio Baglioni.
- Musiche di Claudio Baglioni e Antonio Coggio(*).
- Testi di Claudio Baglioni e Trilussa(°)

Disco 1
- Lato A

1. 51 Montesacro
2. E tu come stai?
3. Poster*
4. Io me ne andrei*
5. Fotografie
6. Ninna nanna nanna ninna°

- Lato B

1. E tu*
2. Ragazze dell'Est
3. Medley: Puoi - Una faccia pulita* - Mia libertà* - A modo mio* - Ragazza di campagna* - W l'Inghilterra* - Chissà se mi pensi* - Giorni di neve - Con te - Porta Portese*

Disco 2
- Lato C

1. Notti
2. I vecchi
3. Via
4. Medley: Amore bello* - Solo - Sabato pomeriggio* - Buona fortuna

- Lato D

1. Quanto ti voglio*
2. Avrai
3. Questo piccolo grande amore*
4. Con tutto l'amore che posso*
5. Un po' di più
6. Signora Lia*
7. Strada facendo
8. Alé-oó

## Formazione
- Claudio Baglioni - voce, pianoforte e chitarra
- Walter Savelli - pianoforte e tastiere
- Luciano Ciccaglioni - chitarra acustica ed elettrica
- Massimo Guantini - tastiera
- Piero Montanari - basso
- Massimo Buzzi - batteria
- Massimo Di Vecchio - tastiera e chitarra acustica
- Wilfred Copello - percussioni

## Classifiche

### Classifiche settimanali
| Classifica (1983) | Posizione massima |
| ----------------- | ----------------- |
| Italia            | 2                 |

### Classifiche di fine anno
| Classifica (1983) | Posizione |
| ----------------- | --------- |
| Italia            | 12        |